# Arhopala almansor
Arhopala almansor är en fjärilsart som beskrevs av Hans Fruhstorfer 1934. Arhopala almansor ingår i släktet Arhopala och familjen juvelvingar. Inga underarter finns listade i Catalogue of Life.